# Vilhelm Carl Vind
Vilhelm Carl Vind (9. november 1671 i København – 22. november 1732 sammesteds) var en dansk godsejer og kammerherre, far til Margrethe Vind.
Han var søn af Holger Vind og Margrethe Ovesdatter Giedde og ejede Harrestedgård.
11. juni 1704 ægtede han på Københavns Slot Margrethe Skeel Ramel (1668-1721), datter af Ove Ramel (1637-1685) til Bäckaskog og Mette Eriksdatter Rosenkrantz (1646-1730).
Der kendes 4 børn:
- 1707 den 16. februar confirmeret dåben af Wilhelm Carl Wind til Harrestedgård hans jomfrudatter Charlotta Amalia. Hjemmedøbt på Harrestedgård den 1. februar, som blev født 31. januar.
- 1708 den 14. januar hjemmedøbt kammerjunker Wilhelm Carl Wind til Harrestedgård hans datter Margareta. Dåben konfirmeret i Hyllinge kirke den 19. januar.
- 1709 den 20. juli hjemmedøbt kammerjunker Wilhelm Carl Wind til Harrestedgård søn Holger. Kaptajn Holger Wind viedes den 30. november 1741 på Skaftelevgård i Nordrup sogn med Christiana Friderica Amalia von Rampe (født o. 1724). - datter af oberst Friderich Christopher Rampe og Gesille Amalia von Brüggemann (datter af amtsforvalter Daniel Brüggemann, søn af Nicolaus Brügmann).
- 1713 den 11. marts døbt Owe, Wilhelm Carl Winds søn af Harrestedgård.

Begge ægtefolk begravedes i Vor Frue Kirke.